# 曾浩輝
曾浩輝，BBS，JP，（1966年3月31日—），香港医生，現任醫院管理局成員，前卫生署顾问医生，自2007年起担任衞生防護中心总监至2012年12月29日為止。任內曾處理2008年香港流行性感冒疫潮及2009年人類豬型流感的香港疫情，以及期間處理手法備受肯定等。

## 簡歷
曾浩輝中学就读于香港华仁书院，1990年畢業於香港大學醫學院。

## 榮譽
- 於2009年獲得頒授行政长官公共服务奖状

## 外部連結
- 政情：曾浩輝做馬拉松反面教材 （页面存档备份，存于）

| 政府职务      | 政府职务                                  | 政府职务      |
| ------------- | ----------------------------------------- | ------------- |
| 前任： 梁柏賢 | 香港衞生防護中心總監 2007年3月—2012年12月 | 繼任： 梁挺雄 |